# Les Lilas
Les Lilas ist eine französische Gemeinde im Département Seine-Saint-Denis mit 23.262 Einwohnern (Stand 1. Januar 2022). Die Stadt liegt ca. sechs Kilometer östlich von Paris und bildet heute einen Teil von dessen Banlieue. Es ist eine der am dichtesten besiedelten Gemeinden Europas. Les Lilas unterscheidet sich von vielen anderen Siedlungen in Seine-Saint-Denis: Der Anteil an Sozialhilfeempfängern, Arbeitslosen und Schulabbrechern liegt nur minimal höher als der Durchschnitt in der Ile-de-France.
Seine Einwohner nennen sich Lilasiens. Das Motto von Lilas lautet: « J’étais fleur, je suis cité » (in etwa: „Ich habe geblüht, ich bin Stadt“).

## Geographie
Die Stadt liegt in der nordöstlichen Banlieue von Paris im Süden des Départements Seine-Saint-Denis. Die angrenzenden Gemeinden sind Paris, Le Pré-Saint-Gervais, Pantin, Romainville und Bagnolet.

## Geschichte
Les Lilas entstand am 24. Juli 1867 durch Zusammenlegung eines Teils der Gebiete von Romainville, von Pantin und Bagnolet.

### Internierungslager Fort de Romainville
Auf dem Gebiet von Les Lilas befindet sich auch das in der ersten Hälfte des 19. Jahrhunderts errichtete Fort de Romainville, das 1940 von der deutschen Wehrmacht eingenommen und als Gefängnis für Widerstandskämpfer und Geiseln benutzt, die von hier aus in die deutschen Konzentrationslager deportiert wurden. 3.900 Frauen und 3.100 Männer wurden hier interniert und dann deportiert. 152 Menschen wurden auf dem Gelände des Forts erschossen.

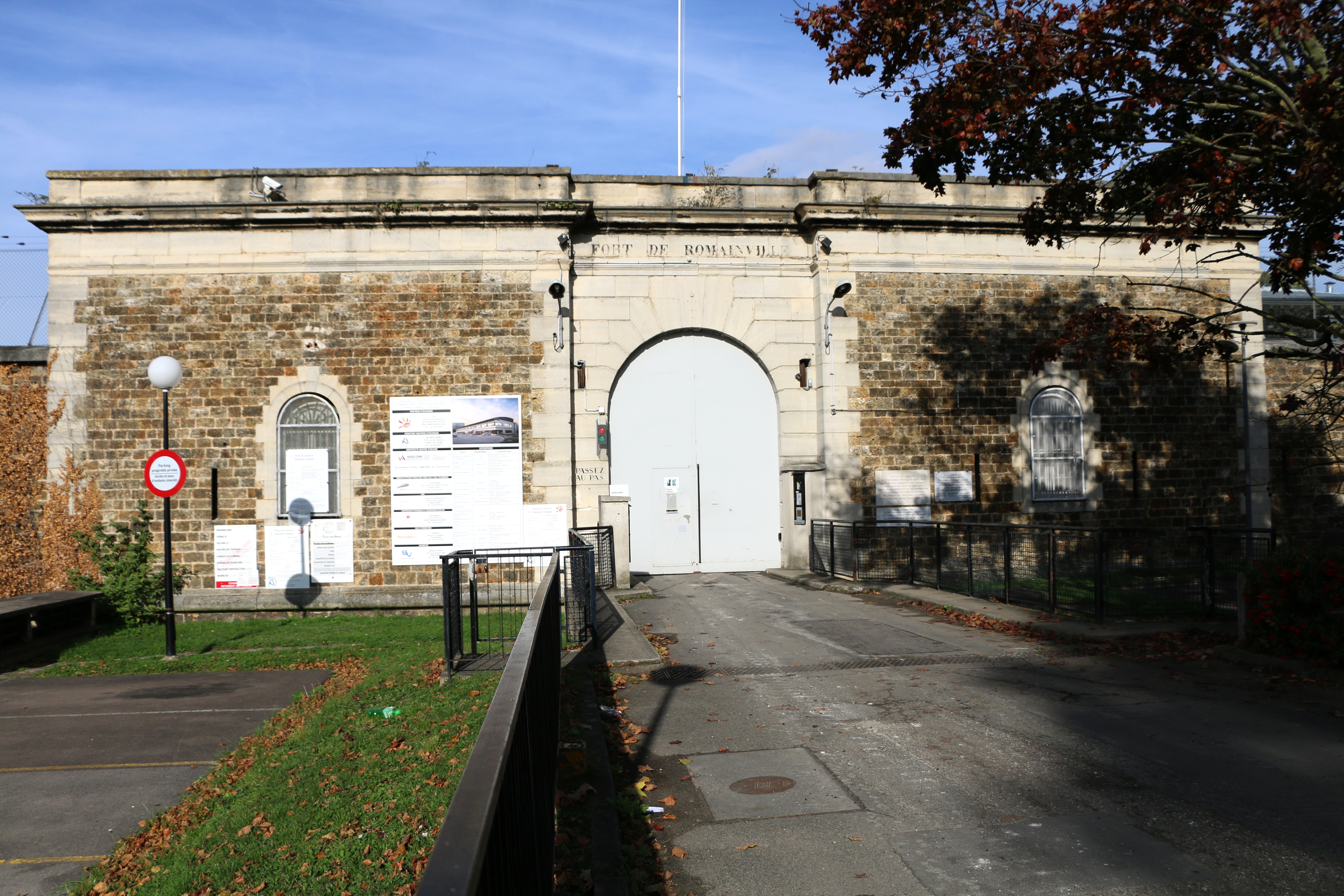
Zugang zum Fort de Romainville
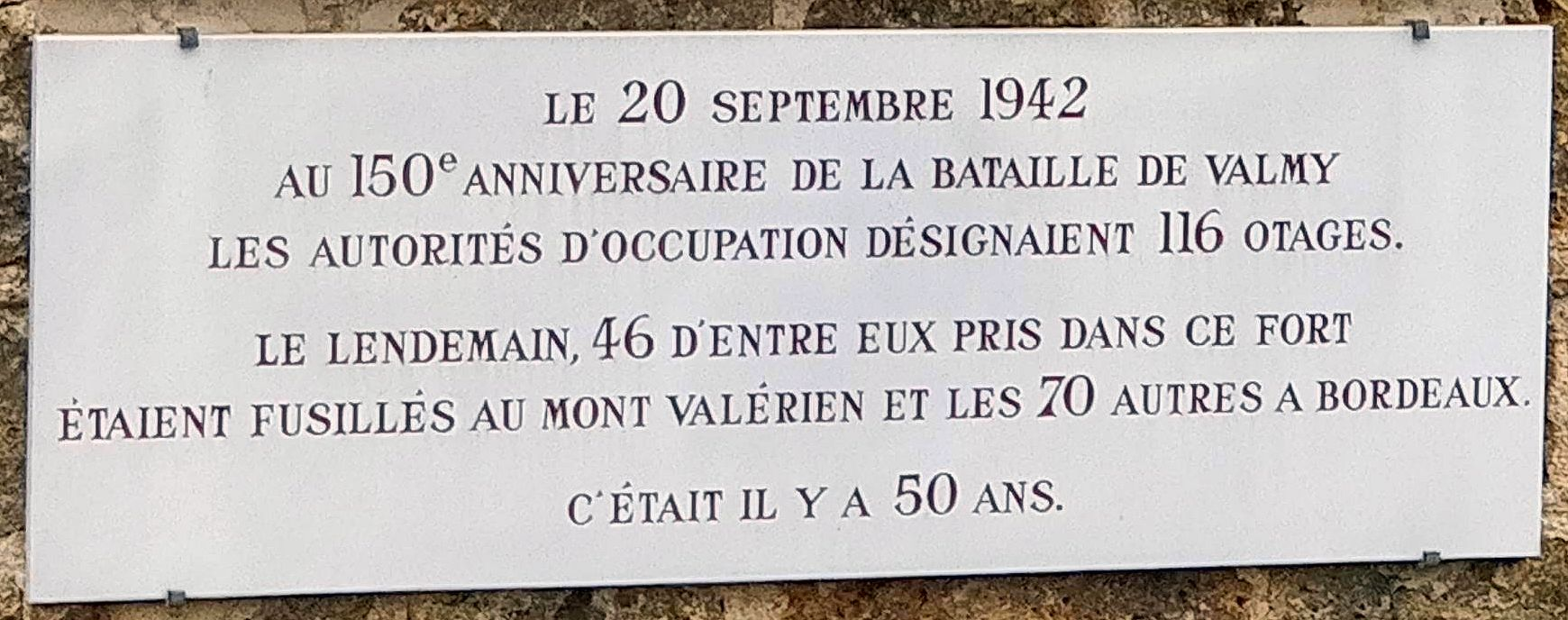
Erinnerungstafel an die Geiselerschießung am 20. September 1942
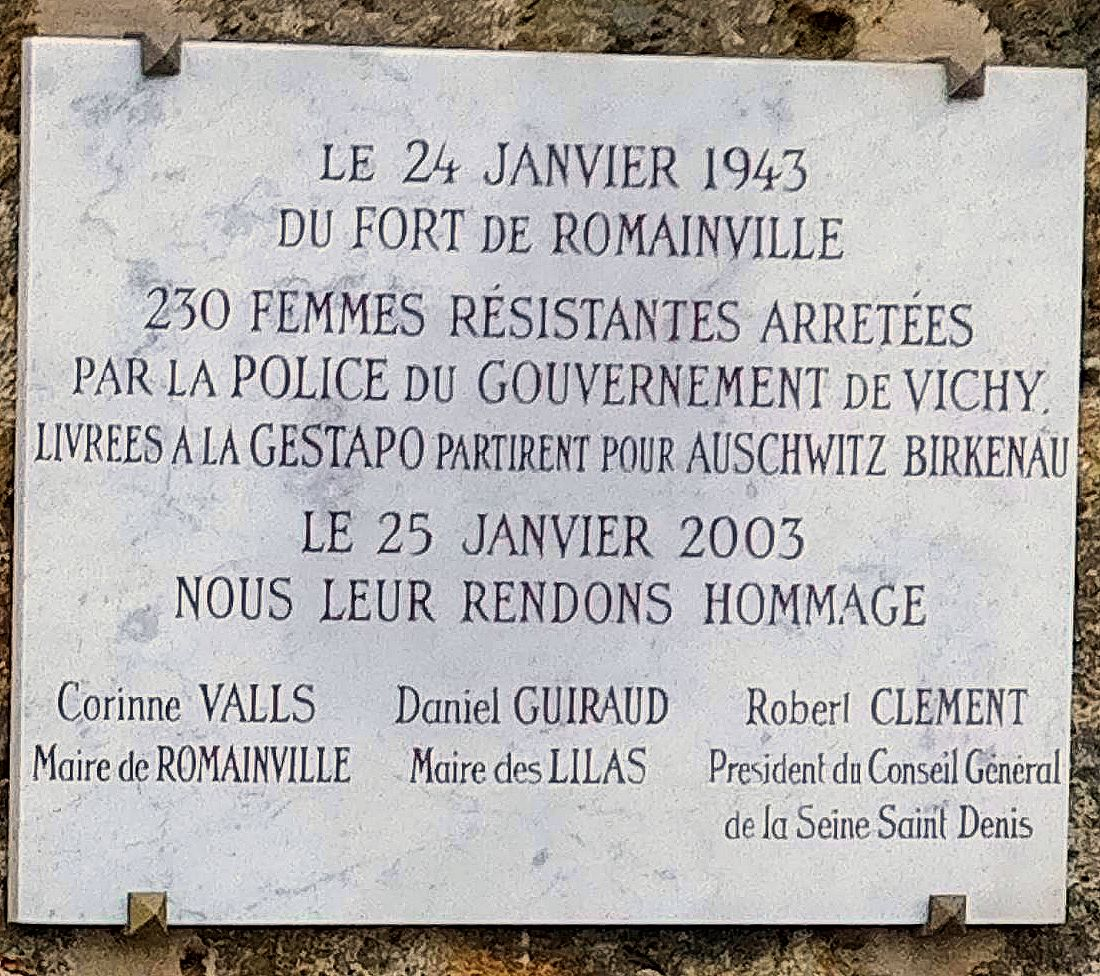
Gedenktafel zur Erinnerung an die Deportation von 230 Frauen nach Auschwitz am 24. Januar 1943
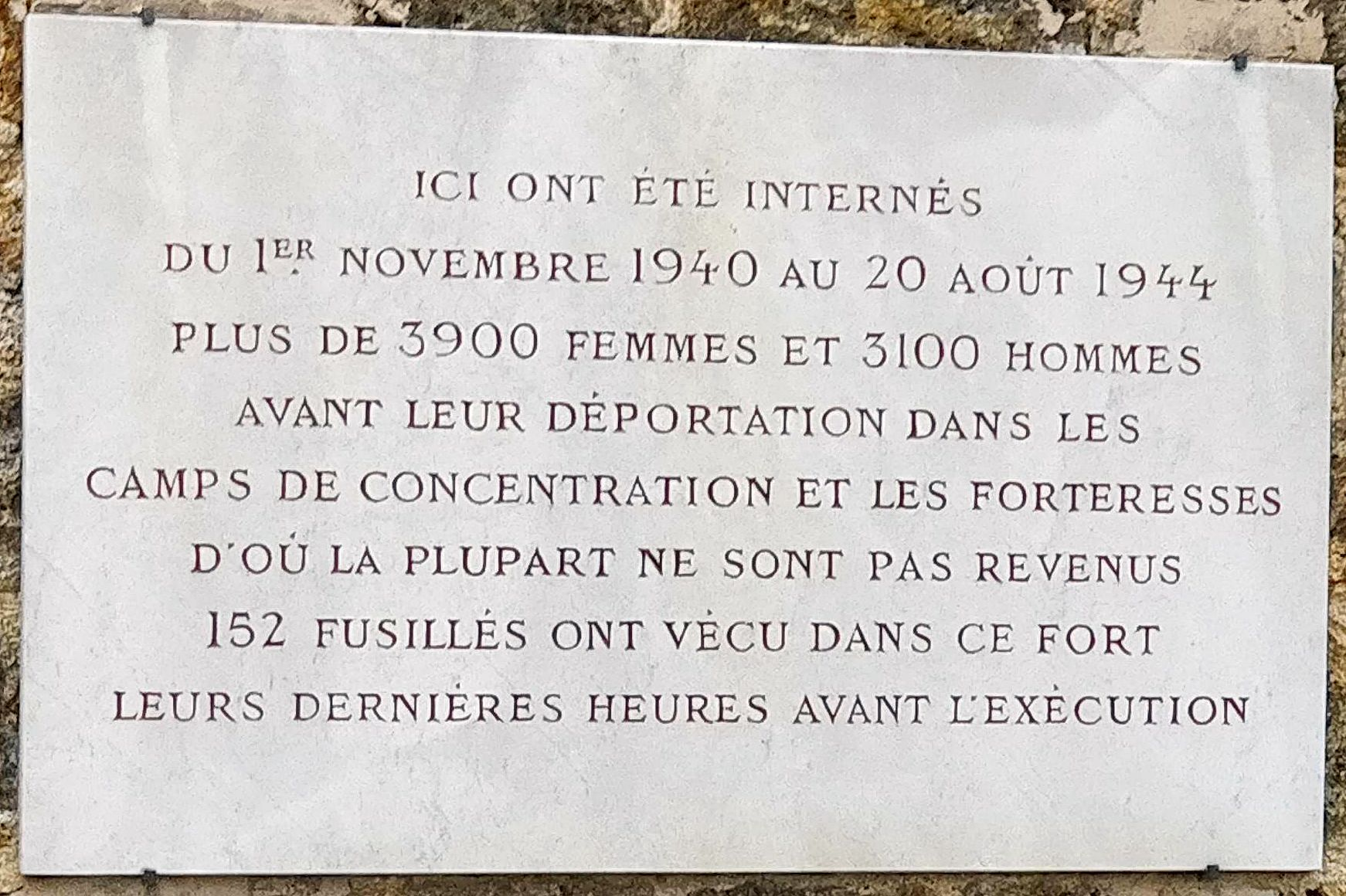
Gedenktafel zur Erinnerung an die Internierten in Fort de Romainville

Im August 1944 wurde das Fort de Romainville Schauplatz eines Massakers beim Rückzug der deutschgen Besatzungstruppen.

„Anfang August 1944 waren noch fast 500 Frauen im Fort de Romainville inhaftiert. Bis zum 15. August, als ein letzter großer Deportationskonvoi am Bahnhof von Pantin zusammenkam, wurden mehrere Abfahrten über Saarbrücken in das Frauenkonzentrationslager Ravensbrück organisiert. Für diese letzten Internierten waren die letzten Stunden im Fort von widersprüchlichen Nachrichten geprägt, zwischen der Hoffnung, dank der Ankunft der Alliierten bald befreit zu werden, und der Angst vor summarischen Erschießungen. Bevor die deutsche Garnison das Fort am 19. August verließ, übergab sie dem Roten Kreuz die letzten 50 Gefangenen. Sie verließen das Gelände jedoch erst am nächsten Tag endgültig. In der Zwischenzeit wurden elf FFI-Angehörige aus der Pariser Region, die gerade gefangen genommen worden waren, nach Romainville gebracht. Sie verbringen dort die Nacht. Am Morgen des 20. August erschoss die Garnison, zu der zu diesem Zeitpunkt auch zahlreiche georgische Hilfstruppen gehörten, die elf Widerstandskämpfer und verbrannte ihre Leichen, bevor sie abzogen. Am 21. August entdeckten die Bewohner von Les Lilas und Romainville die Leichen hinter dem Hauptgebäude: Die Aufregung war enorm. In den Erinnerungen der Nachkriegszeit identifizieren diese Opfer, zu denen noch die letzten Deportierten aus Pantin und die ersten Frauen, die im Januar 1943 aus dem Fort nach Auschwitz gingen, hinzukommen, Romainville für lange Zeit mit einem Ort des Massakers und einem Frauenlager, wodurch die genaue und umfassende Rolle dieses deutschen Lagers weitgehend verschleiert wird.“

## Bevölkerungsentwicklung
| Jahr      | 1872  | 1901  | 1931   | 1962   | 1968   | 1975   | 1982   | 1990   | 1999   | 2009   |
| Einwohner | 3.699 | 8.925 | 19.500 | 17.721 | 15.817 | 20.054 | 20.354 | 20.118 | 20.207 | 22.439 |

## Verkehr
Les Lilas liegt an den Stationen Mairie des Lilas und Serge Gainsbourg der Métrolinie 11 und ist damit an das Nahverkehrsnetz des Großraums Paris angeschlossen.

## Städtepartnerschaften
- Völklingen im Saarland (seit 1984)

## Das Fort de Romainville als Filmkulisse
Der 1966 erschienene bekannte Spielfilm Spion zwischen 2 Fronten, beruhend auf der Autobiographie des Doppelagenten Eddie Chapman im Zweiten Weltkrieg, mit immenser Starbesetzung (u. a. Christopher Plummer, Romy Schneider, Gert Fröbe und Yul Brynner), nutzte das Forts de Romainville und das Fort de Noisy als Kulissen. Im Film war Eddy Chapman hier inhaftiert.

## Persönlichkeiten
- Paul de Kock (1793–1871), Schriftsteller, in Les Lilas begraben
- Jean Yanne (1933–2003), Schauspieler, ist in Les Lilas begraben
- Roger Lumont (* 1934), Synchronsprecher und Schauspieler, in Les Lilas geboren
- Sotigui Kouyaté (1936–2010), Schauspieler, lebte seit 1993 in Les Lilas
- Arlette Laguiller (* 1940), Politikerin, in Les Lilas geboren
- Catherine Ringer (* 1957) und Frédéric Chichin (1954–2007), das Rock- und Pop-Duo Les Rita Mitsouko, wohn(t)en in Les Lilas
- Rachid Taha (1958–2018), algerisch-französischer Sänger und Musiker, lebte und verstarb in Les Lilas
- Maïwenn Le Besco (* 1976), Schauspielerin, in Les Lilas geboren
- Clément Janinet (* 1983), Jazzmusiker, in Les Lilas geboren
- Freeze Corleone (* 1992), Rapper, in Les Lilas geboren
- Christopher Naliali (* 1992), Leichtathlet, in Les Lilas geboren
- Claire Bouanich (* 1994), Schauspielerin, in Les Lilas geboren
- Calvin Hemery (* 1995), Tennisspieler